# 臺中市北屯區北屯國民小學
臺中市北屯區北屯國民小學（簡稱北屯國小）為臺灣臺中市北屯區的一所國民小學。

## 歷史

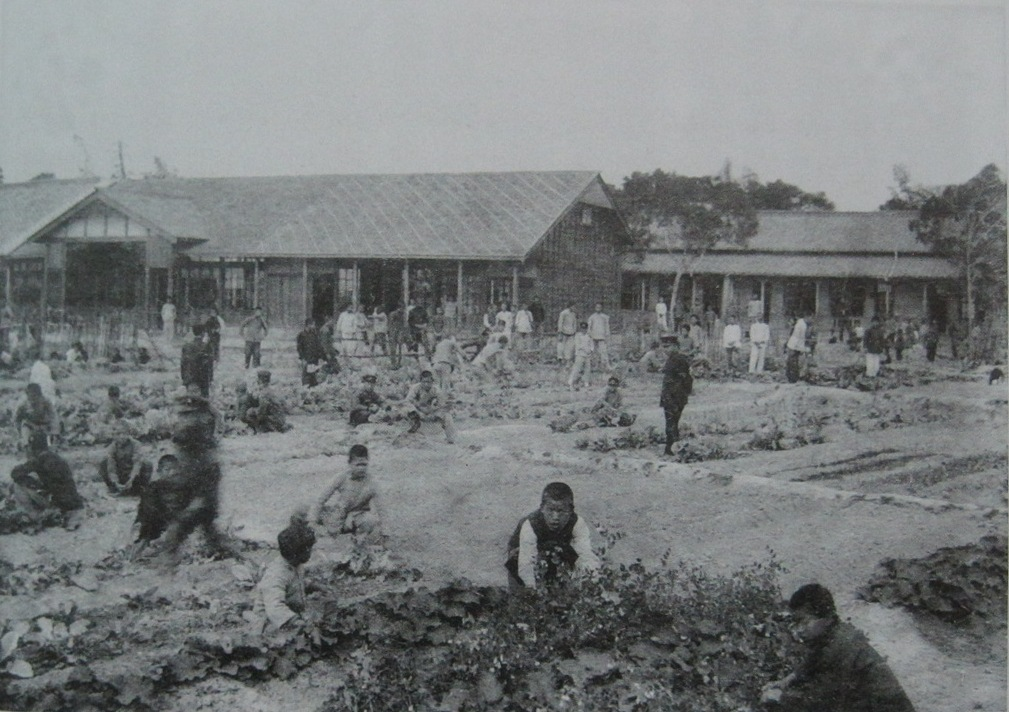
1925年的北屯公學校，學生們在菜園作業實習

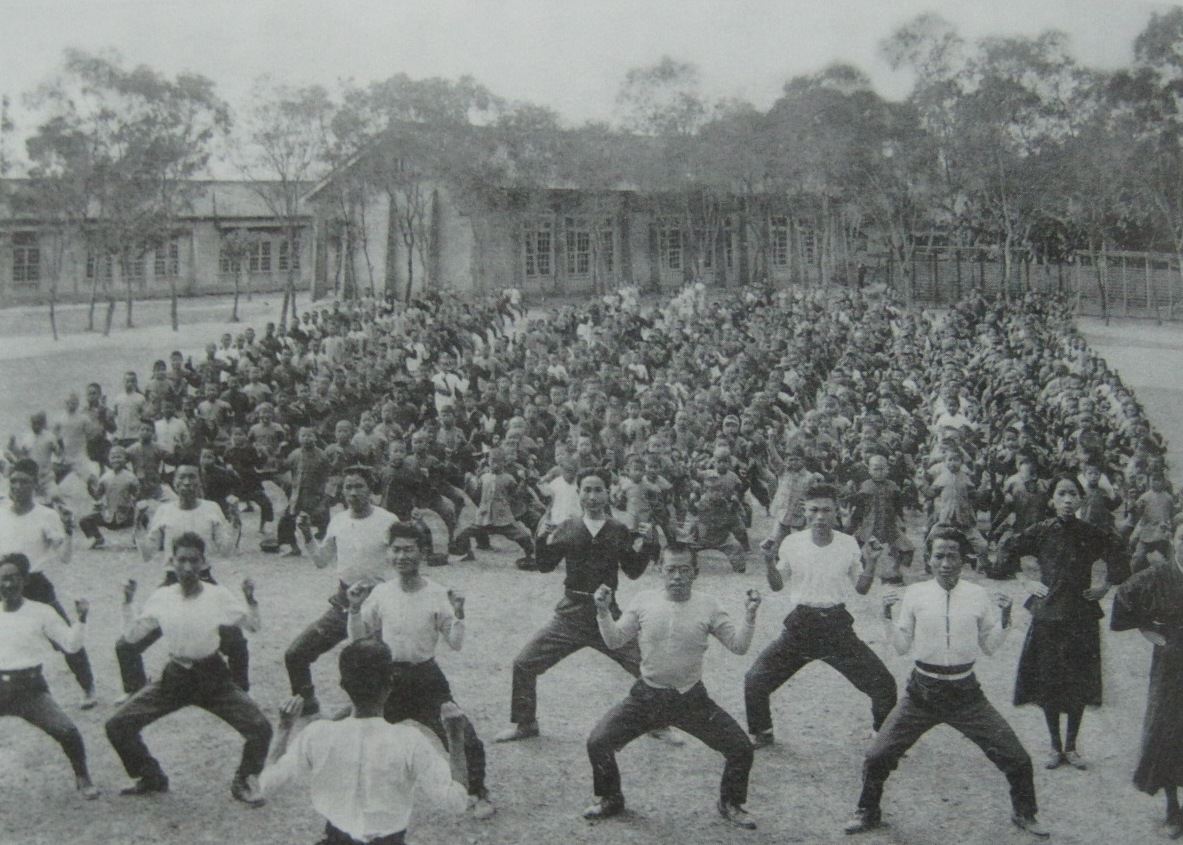
北屯公學校全體師生作國民體操（1925年）

- 1904年：埧雅公學校（今大雅國小）於北屯文昌廟成立「四張犁分教場」[2]。
- 1913年：遷址於三份埔（今松竹國小校址），獨立設校為「三份埔公學校」。
- 1919年：設立軍功寮分教場，翌年獨立為軍功寮公學校（今軍功國小）。
- 1921年：改校名為北屯公學校。
- 1929年：設立北屯分教場於現校址。
- 1933年：設立四張犁分教場（今四張犁國小）。
- 1940年：拆除木造教室遷建於北屯分教場及四張犁分教場，並遷校至現校址。
- 1941年：改稱為北屯國民學校。
- 1955年：成立舊社分班。
- 1960年：舊社分班獨立為僑孝國民學校（現僑孝國小）。
- 1968年：政府實施九年國民義務教育，更名為臺中市北屯區北屯國民小學。
- 1970年：開闢進化北路，拆除第三棟校舍，新建新校舍。
- 1973年：設立啟智班。
- 1985年：奉令籌設文昌國小，發包興建。
- 1988年：文昌國小獨立，撥交七班學生。
- 1990年：奉令籌設四維國小，發包興建。
- 1992年：四維國小獨立，撥交八班學生。
- 1993年：設立學習障礙資源班一班。
- 2003年：新大門及圍牆完工，擴大辦理百年校慶活動，設置建校百年勒石。
- 2010年：老舊校舍改建工程開工，拆除第一棟教室。
- 2011年：拆除第四棟教室。第一棟新教室完工落成。

## 歷任校長
日治時期
1. 長山友八
2. 高原亙
3. 町田富重
4. 中川孫次郎
5. 宮島虎雄
6. 高津敬次
7. 田中武熊
  1. 府本幸三郎（代校長）
  2. 岩城谷博（代校長）

中華民國時期
1. 林阿枋：1945年10月－1949年11月
2. 何生：1949年11月－1950年8月
3. 呂厚島：1950年8月－1954年8月
4. 林丁松：1954年8月－1960年8月
5. 蔡桂川：1960年8月－1973年10月
  1. 賴贊木：1973年10月－1974年8月（代理）
6. 賴瑞章：1974年8月－1981年7月
7. 何少華：1981年9月－1985年10月
8. 陳漢基：1985年11月－1992年2月
9. 林俊彥：1992年2月－1996年7月
  1. 張基逞：1995年7月－1996年7月（代理）
10. 陸玉蘭：1996年8月－2000年7月
11. 吳水進：2000年8月－2008年7月
12. 陳宗林：2008年8月－2011年7月
13. 羅玉霞：2011年8月－2016年7月
14. 蔡添財：2016年8月－2024年7月
15. 陳怡婷：2024年8月－現任

## 外部連結
臺中市北屯國民小學 （页面存档备份，存于）